# Donald III.
Donald III. (Domnall mac Donnchada; * 1033; † 1099) war schottischer König von 1093 bis 1094 sowie von 1094 bis 1097. Er wurde als zweiter Sohn von Duncan I. und dessen Gemahlin, einer Prinzessin von Northumberland, geboren. Er war der Bruder seines Vorgängers Malcolm III. und Onkel von Duncan II., der ihn kurzzeitig vom Thron verdrängte. Donald kann als der letzte Herrscher Schottlands bezeichnet werden, der noch der keltischen Tradition verpflichtet war.
Donald wurde um 1060 Mormaer (oder Graf) von Gowrie und folgte nach dem Tod seines Bruders Malcolm auf den schottischen Königsthron. Es gibt keine Hinweise darauf, dass er jemals gekrönt wurde. Er regierte zusammen mit seinem Neffen Edmund. Malcolms englische Ehefrau Margareta (später wegen ihres Engagements für die Kirche heiliggesprochen) ermöglichte einen starken englischen Einfluss am schottischen Königshof. Etliche Clanführer rebellierten dagegen und waren über die Thronbesteigung Donalds im Jahr 1093 durchaus erfreut. Malcolm war in einer Schlacht getötet worden und seine Frau wenige Tage nach ihm. Donald versuchte mit mäßigem Erfolg, den englischen Einfluss in Schottland zurückzudrängen.
Malcolms Sohn Duncan II. weilte in England und erhob Anspruch auf den schottischen Thron. Mit Hilfe englischer Truppen setzte er im Mai 1094 Donald und Edmund ab. Duncan war nur während weniger Monate König und wurde am 12. November des gleichen Jahres in der Schlacht von Monthechin getötet. Donald und Edmund gelangten wieder an die Macht; Donald herrschte über den nördlichen Teil des Reiches, Edmund über den südlichen Teil. Die gegen England und dessen neuen normannischen Herrscher gerichtete Politik führte zu kriegerischen Auseinandersetzungen, die 1097 zum erneuten Sturz von Donald und Edmund führten.
Duncans Halbbruder Edgar folgte auf den Thron. Donald geriet in Gefangenschaft und starb 1099 in Rescobie, Angus. Edmund konnte fliehen und lebte fortan als Mönch in Somerset.